# Rouhe
Rouhe ist eine französische Gemeinde mit 82 Einwohnern (Stand: 1. Januar 2022) im Département Doubs in der Region Bourgogne-Franche-Comté.

## Geographie
Rouhe liegt auf 375 m, etwa 18 Kilometer südsüdwestlich der Stadt Besançon (Luftlinie). Das Dorf erstreckt sich im Jura, auf einem Plateau rund 100 m über dem Tal der Loue, das hier in einem weiten Bogen nach Norden ausgreift.
Die Fläche des 4,19 km² großen Gemeindegebiets umfasst einen Abschnitt des französischen Juras. Der zentrale Teil des Gebietes wird vom Plateau von Rouhe eingenommen, das durchschnittlich auf 370 m liegt und teils von Wiesland, teils von Wald bestanden ist. Nach Westen erstreckt sich das Gemeindeareal über eine Geländestufe auf das Plateau von Goux. Hier wird mit 472 m die höchste Erhebung von Rouhe erreicht. Die östliche Abgrenzung verläuft an der Oberkante des Steilhangs, der zum Tal der Loue abfällt; ganz im Norden reicht das Gebiet bis an den Flusslauf der Loue hinunter. 
Nachbargemeinden von Rouhe sind Palantine und Courcelles im Norden, Rurey im Nordosten, Cussey-sur-Lison im Osten und Süden sowie Goux-sous-Landet im Westen.

## Geschichte
Im Mittelalter gehörte Rouhe zur Herrschaft Châtillon-sur-Lison. Zusammen mit der Franche-Comté gelangte das Dorf mit dem Frieden von Nimwegen 1678 an Frankreich.

## Bevölkerung
| Jahr                       | 1962 | 1968 | 1975 | 1982 | 1990 | 1999 | 2016 |
| Einwohner                  | 61   | 62   | 61   | 58   | 52   | 73   | 82   |
| Quellen: Cassini und INSEE |      |      |      |      |      |      |      |

Mit 82 Einwohnern (Stand 1. Januar 2022) gehört Rouhe zu den kleinsten Gemeinden des Départements Doubs. Nachdem die Einwohnerzahl in der ersten Hälfte des 20. Jahrhunderts deutlich abgenommen hatte (1881 wurden noch 124 Personen gezählt), wurde seit Beginn der 1990er Jahre wieder eine leichte Bevölkerungszunahme verzeichnet.

## Wirtschaft und Infrastruktur
Rouhe war bis weit ins 20. Jahrhundert hinein ein vorwiegend durch die Landwirtschaft und die Forstwirtschaft geprägtes Dorf. Noch heute leben die Bewohner zur Hauptsache von der Tätigkeit im ersten Sektor. Außerhalb des primären Sektors gibt es fast keine Arbeitsplätze im Dorf. Einige Erwerbstätige sind auch Wegpendler, die in den umliegenden größeren Ortschaften ihrer Arbeit nachgehen.
Die Ortschaft liegt abseits der größeren Durchgangsstraßen an einer Departementsstraße, die von Courcelles nach Châtillon-sur-Lison führt. Eine weitere Straßenverbindung besteht mit Rurey.